# Megan Prescott
Megan Prescott (* 4. Juni 1991 in Southgate, London) ist eine britische Schauspielerin, bekannt durch ihre Rolle als Katie Fitch in der britischen Fernsehserie Skins – Hautnah.

## Leben
Megan Prescott wurde am 4. Juni 1991 in London, England geboren. Sie ist sechs Minuten jünger als ihre Zwillingsschwester Kathryn.

## Karriere
Megan Prescott ist vor allem bekannt durch ihre Rolle in der dritten und vierten Staffel der britischen Serie Skins – Hautnah. Dort spielt sie Katie Fitch. Ihre Zwillingsschwester Kathryn Prescott spielt in der Serie die Rolle der Zwillingsschwester, Emily Fitch.
Bereits 2008 standen die Zwillinge zusammen vor der Kamera. In einer Episode der BBC-Soap-Opera Doctors spielten sie die Schwestern Amy Wilcox (Kathryn) und Charlotte „Cookie“ Wilcox (Megan).

## Filmografie
- 2008: Doctors (Fernsehserie, Folge 10x63)
- 2009–2010: Skins – Hautnah (Skins, Fernsehserie, 15 Folgen)
- 2012: Gerichtsmediziner Dr. Leo Dalton (Silent Witness, Fernsehserie, 2 Folgen)
- 2013: Shortcuts to Hell: Volume 1
- 2013: Holby City (Fernsehserie, Folge 15x51)